# Кинтана-Роо, Андрес
Андре́с Элигио Ки́нтана-Ро́о (исп. Andrés Quintana Roo; 30 ноября 1787, Мерида, Новая Испания — 15 апреля 1851, Мехико, Мексика) — мексиканский государственный деятель, поэт, публицист, юрист и выдающийся политик. Участник войны за независимость Мексики, один из авторов Декларации независимости (1813), член и председатель Конгресса Анауака (1813—1815), министр внутренних и иностранных дел (1822—1823), депутат Палаты депутатов (1827—1830; 1833—1834), председатель Палаты депутатов (1830), министр юстиции (1833—1834), председатель Верховного суда (1834—1851).

## Биография
Андрес Кинтана-Роо родился 30 ноября 1787 года в новоиспанском городе Мерида. В 1808 году поступил в Королевский и Папский университет Мехико, где получил в 1809 году учёную степень бакалавра искусств и диплом адвоката.
В 1812 году Андрес Кинтана-Роо оставил адвокатскую практику и присоединился к борцам за независимость, становится главным редактором повстанческих газет El ilustrador americano и El semanario patriótico Americano, на страницах которых отстаивал идеи независимости. Редактор манифеста 1812 года под названием «Аниверсарио» («Aniversario»)
В 1813 году Андрес Кинтана-Роо был одним из инициаторов созыва Конгресса Анауака (Чильпансингского конгресса), который провозгласил «Торжественный акт Декларации независимости Северной Америки», положив начало новой мексиканской государственности. В этом документе его подпись стоит первой.
В 1822—1823 годах занимал пост министра внутренних и иностранных дел Мексиканской империи.
Автор гражданских и патриотических поэтических произведений, в том числе бывшего национального гимна «Шестнадцатое сентября» (1821, русский перевод 1963).
Скончался 15 апреля 1851 года в Мехико. В 1925 году вместе с другими героями войны за независимость был перезахоронен у подножия Колонны Независимости в Мехико. 30 мая 2010 года останки были эксгумированы, с тех пор находятся в Национальном дворце Мехико.

## Семья
Его отец Хосе Миатас Кинтана основал первую типографию на полуострове Юкатан, за что впоследствии был арестован колониальными властями, поскольку издаваемые им газеты считались подрывными.
Был женат на Леоне Викарио, журналистке, активной участнице войны за независимость.

## Память
Его имя носит мексиканский штат Кинтана-Роо, а также муниципалитет Кинтана-Роо и город Кинтана-Роо в штате Юкатан, уроженцем которого он был, стадион в Канкуне, публичная библиотека в Мехико, многочисленные улицы и школы по всей Мексике. Его имя высечено золотыми буквами (бронзой с позолотой) на Стене почёта в зале заседаний Палаты депутатов мексиканского Конгресса.